# Walter de Heer

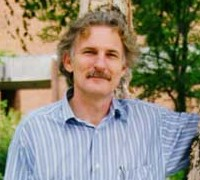
Walt de Heer 1997

Walter Alexander „Walt“ de Heer (* November 1949) ist ein US-amerikanischer Physiker, der sich mit Festkörperphysik, Nanotechnologie und speziell Graphen befasst.
De Heer wurde 1984 an der University of California, Berkeley, bei Walter D. Knight in Physik promoviert. Danach war er bis 1997 an der École polytechnique fédérale de Lausanne. Er ist Regents Professor am Georgia Institute of Technology.
Noch als Student forschte er über Metall-Cluster und war an Forschungen beteiligt, die die Schalenstruktur von deren elektronischen Anregungen zeigte, also ähnliche Eigenschaften wie Atome. Danach erforschte er deren magnetische Eigenschaften. Ab Mitte der 1990er Jahre befasste er sich mit Kohlenstoff-Nanoröhren, deren gute Feldemissionseigenschaften er demonstrierte mit möglichen Anwendungen auf Flachbildschirme. 1998 demonstrierte er ballistischen (widerstandslosem) Transport von Elektronen in Kohlenstoffnanoröhren bei Raumtemperatur. Die Forschung über Kohlenstoffnanoröhren führte ihn ab 2001 zur Untersuchung der Möglichkeit einatomiger zweidimensionaler Kohlenstofflagen (Graphen). Eine Veröffentlichung seiner Gruppe von 2004 (Journal of Physical Chemistry) legte auch die Anwendung in der Elektronik dar (Transistoren). Das war auch Gegenstand eines Prioritätsstreit (Brief von de Heer an das Nobelkomitee wegen deren Erläuterungen zum Nobelpreis für Andre Geim und Konstantin Novoselov 2010), da er für sich in Anspruch nahm vor Geim und Novoselov über elektronische Messungen an Graphen veröffentlicht zu haben 2006 erhielt er mit Claire Berger und Phillip First das erste US-Patent über Graphen-Elektronik.
2008 wurde er für Graphen-Elektronik unter den 10 Breakthrough Technologies des Technology Review gelistet. 2006 kam er unter die Scientific American 50. 2010 erhielt er die Material Research Society Medal. Er gehört zu den hochzitierten Wissenschaftlern.

## Schriften (Auswahl)
- mit W. D. Knight u. a.: Electronic shell structure and abundances of sodium clusters, Phys. Rev. Lett., Band 52, 1985, S. 2141
- The physics of simple metal clusters: experimental aspects and simple models, Reviews of Modern Physics, Band 65, 1993, S.  61
- mit I. Billas, Andre Chatelain: Magnetism from the Atom to the Bulk in Iron, Cobalt, and Nickel Clusters, Science, Band 265, 1994, S. 1682–1684
- mit A. Chatelain, D. Ugarte: A Carbon Nanotube Field-Emission Electron Source, Science, Band 270, 1995, S. 1179.
- mit S. Frank, P. Poncharal, Z. L. Wang: Carbon Nanotube Quantum Resistors,  Science, Band 280, 1998, S.  1744–1746.
- mit P. Poncharal u. a.: Electrostatic deflections and electromechanical resonances of carbon nanotubes, Science, Band 283, 1999, S. 1513–1516
- mit R. H. Baughman, A. A. Zakhidov: Carbon nanotubes--the route toward applications, Science, Band 297, 2002, S. 787–792
- mit Claire Berger, Phillip First u. a.: Ultrathin Epitaxial Graphite:  2D Electron Gas Properties and a Route toward Graphene-based Nanoelectronics, J. of Phys. Chem. B, Band 108, 2004, S.  19912–19916, Arxiv
- mit C. Berger, Z. Song, Phillip First u. a.: Electronic confinement and coherence in patterned epitaxial graphene, Science, Band 312, 2006, S. 1191–1196
- mit S. Uhou u. a.: Substrate-induced bandgap opening in epitaxial graphene, Nature Materials, Band 6, 2007, S. 770
- mit C. Berger, P. First u. a.: Epitaxial graphene, Solid State Communications, Band 143, 2007, S. 92–100
- mit J. Hass, E. H. Conrad: The growth and morphology of epitaxial multilayer graphene, Journal of Physics: Condensed Matter, Band 20, 2008, S. 323202

Weitere Arbeiten siehe Schriftenverzeichnis bei Claire Berger.